# Maurizio Codogno
Maurizio Codogno (Brembate di Sopra, 22 settembre 1954) è un allenatore di calcio ed ex calciatore italiano, di ruolo difensore.

## Carriera

### Giocatore
È cresciuto nelle categorie inferiori, iniziando con il Treviso in Serie D e con la Pro Vercelli in Serie C. Fu acquistato quindi dalla Ternana, con la quale salì di una categoria, e successivamente dal Modena, con cui tornò in terza serie.
Nell'ottobre del 1982 passò all'Atalanta, squadra nella sua città, con la quale ottenne la promozione nel massimo campionato al secondo anno in nerazzurro. Al termine dell'esperienza atalantina, durata quattro anni, si trasferì all'Arezzo nel campionato cadetto, per poi concludere la carriera nel Novara in Serie C2.

### Allenatore
Allenò la Pro Vercelli nelle stagioni 1995-1996 (quando subentrò a campionato iniziato a Bruno Baveni) e 1996-1997 (venendo sostituito da Dino D'Alessi), in Serie C2.
L'anno dopo allenò per un breve periodo anche il Pavia, poi dalla stagione 1999-2000 fu allenatore della Valenzana, nel CND, chiamato a sostituire Giuliano Ciravegna dopo la 13ª giornata di campionato. Fu chiamato poi alla guida del Casale nella stagione 2002-2003.
Nel 2009 ritornò alla Pro Vercelli, diventando il responsabile tecnico dell'Attività di Base. Dalla stagione seguente divenne il direttore tecnico della scuola calcio della società, figurando nelle giovanili del club fino al 2017.

## Palmarès

### Giocatore

#### Club

##### Competizioni nazionali
- Campionato italiano di Serie B: 1

Atalanta: 1983-1984

##### Competizioni internazionali
- Coppa Anglo-Italiana: 1

Modena: 1982